# Giełda w Szczecinie

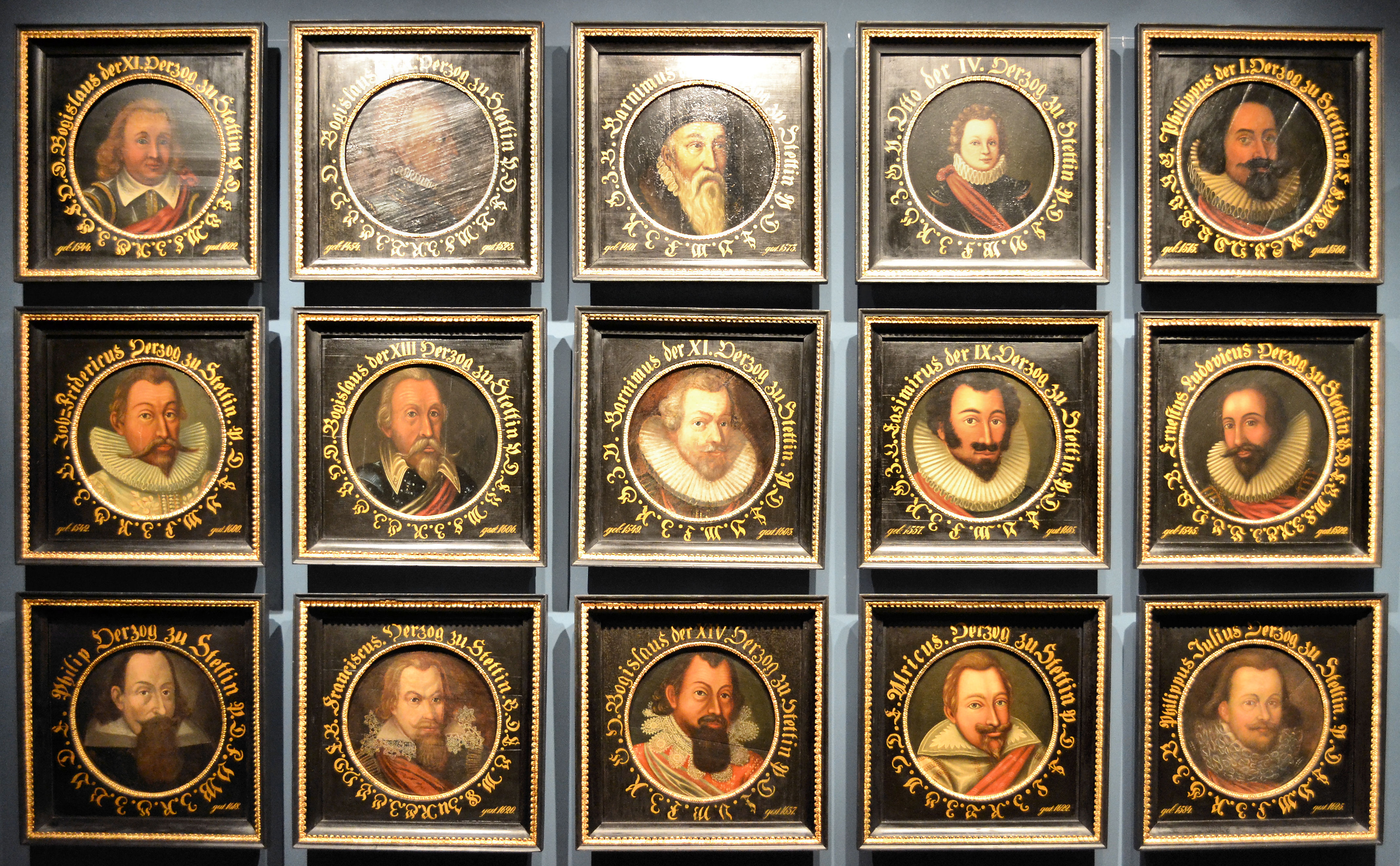
Portrety książąt pomorskich, które niegdyś zdobiły gmach szczecińskiej giełdy – obecnie eksponaty Muzeum Narodowego w Szczecinie

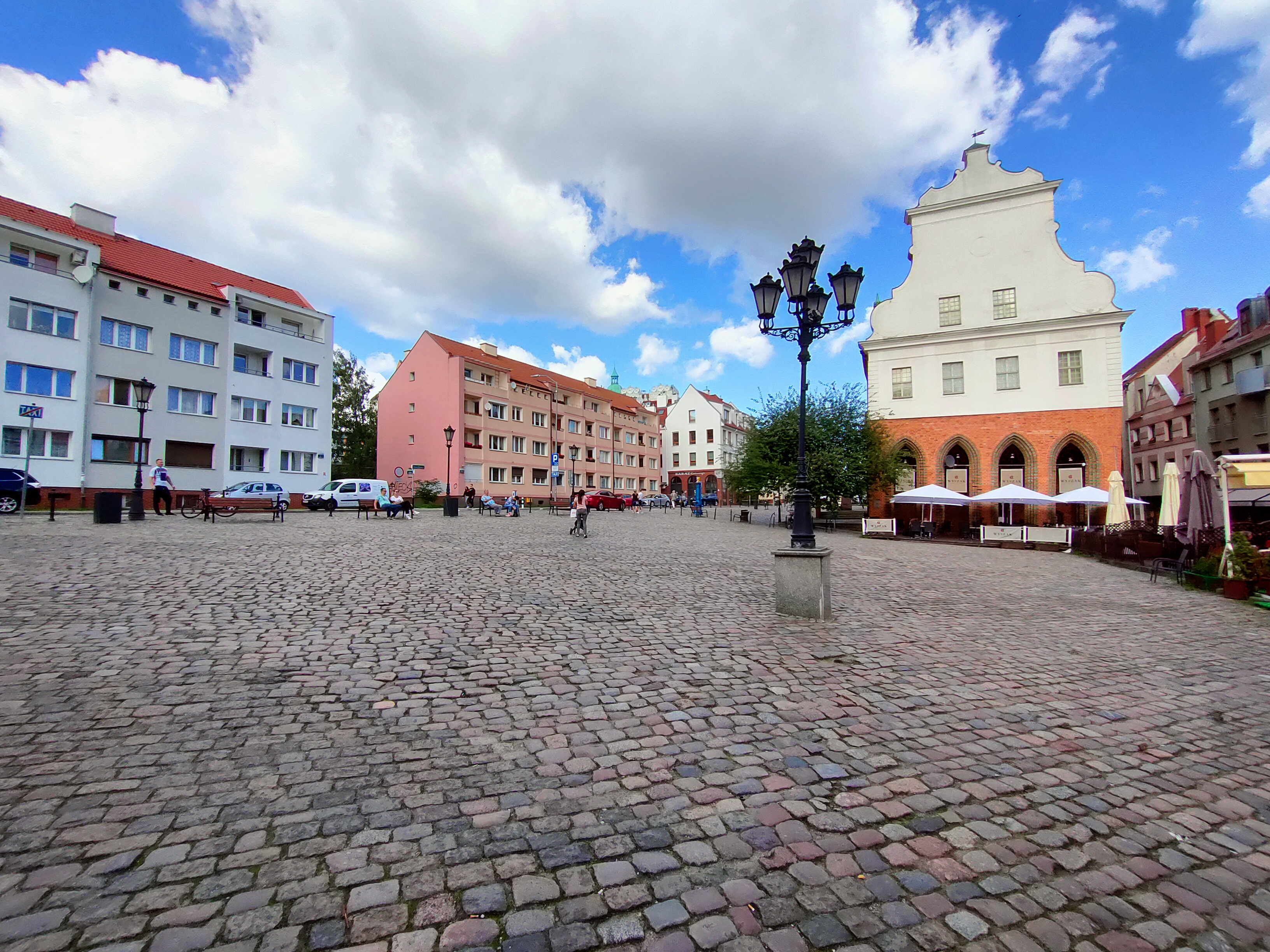
Rynek Sienny w 2021 r. – w miejscu giełdy blok w kolorze różowym

Giełda w Szczecinie (do 1945 niem. Börse/Haus der Wirtschaft) – nieistniejący budynek giełdy w Szczecinie powstały w latach 1833–1835. Mieścił się przy Frauenstraße 30 (obecnie ul. Panieńska).
Budynek nawiązywał do architektury silnie związanego ze Szczecinem architekta Karla Friedricha Schinkla. Powstał na miejscu dawnego Domu Żeglarza (niem. Seglerhaus) i pobliskich budynków na narożniku ulic Panieńskiej i Szewskiej (Schuhstraße) w sąsiedztwie Alte Wache (odwachu).
W 1938 r., po dokonanej przebudowie wnętrza budynku, zmieniono jego nazwę na Haus der Wirtschaft (dosł. dom gospodarki). Uległ częściowemu zniszczeniu w nocnym nalocie na Szczecin 16/17 sierpnia 1944. Po 1945 r. planowano odbudowę gmachu z przeznaczeniem na Urząd Zatrudnienia, lecz w 1951 r. budynek został rozebrany.